# Champion (New York)
Pour les articles homonymes, voir Champion (homonymie).
Champion est une ville située dans le comté de Jefferson, dans l'État de New York, aux États-Unis,. En 2010, elle comptait une population de 4 494 habitants.

## Démographie
Lors du recensement de 2010, la ville comptait une population de 4 494 habitants. Elle est estimée, en 2016, à 4 458 habitants.